# Targeta bip!

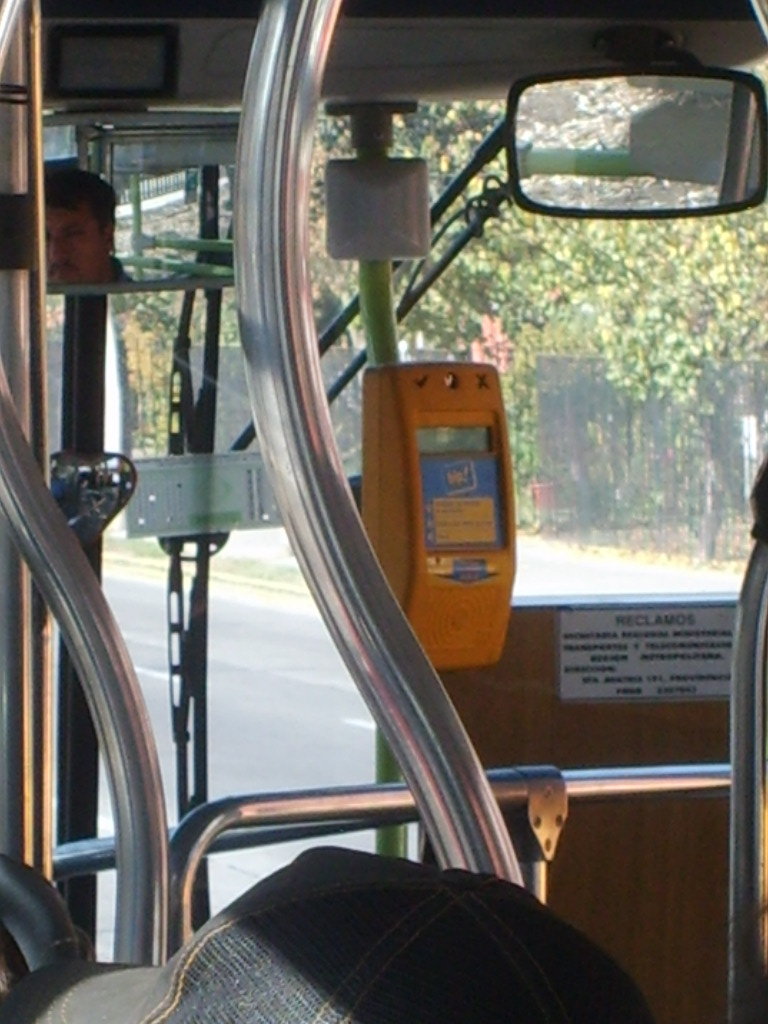
Validador de targetes en un bus de Transantiago. És aquí on s'ha d'utilitzar la targeta bip!.

La targeta bip! és el més important mitjà de pagament, amb format sense contacte, que es fa servir en el sistema de transports de Santiago de Xile Transantiago. La seva emissió i manutenció es troben a càrrec de l'Administrador Financer de Transantiago. El nom es deu a la similitud amb el so emès en ser passada per un validador o cobrador automàtic. Funciona de forma similar a una targeta de dèbit, per la qual cosa s'ha d'abonar els diners abans de transportar-se, i el saldo és descomptat al moment de viatjar per bus o Metro, depenent del tram tarifari i el mitjà de transport utilitzat. Aquesta targeta coexisteix amb la targeta Multivía, car utilitza la mateixa tecnologia, però amb una altra metodologia de funcionament i, a diferència d'aquesta última, no només és útil per a tren subterrani, sinó per a tota la xarxa de transport de Santiago.

## Història

### Abans de la seva implementació

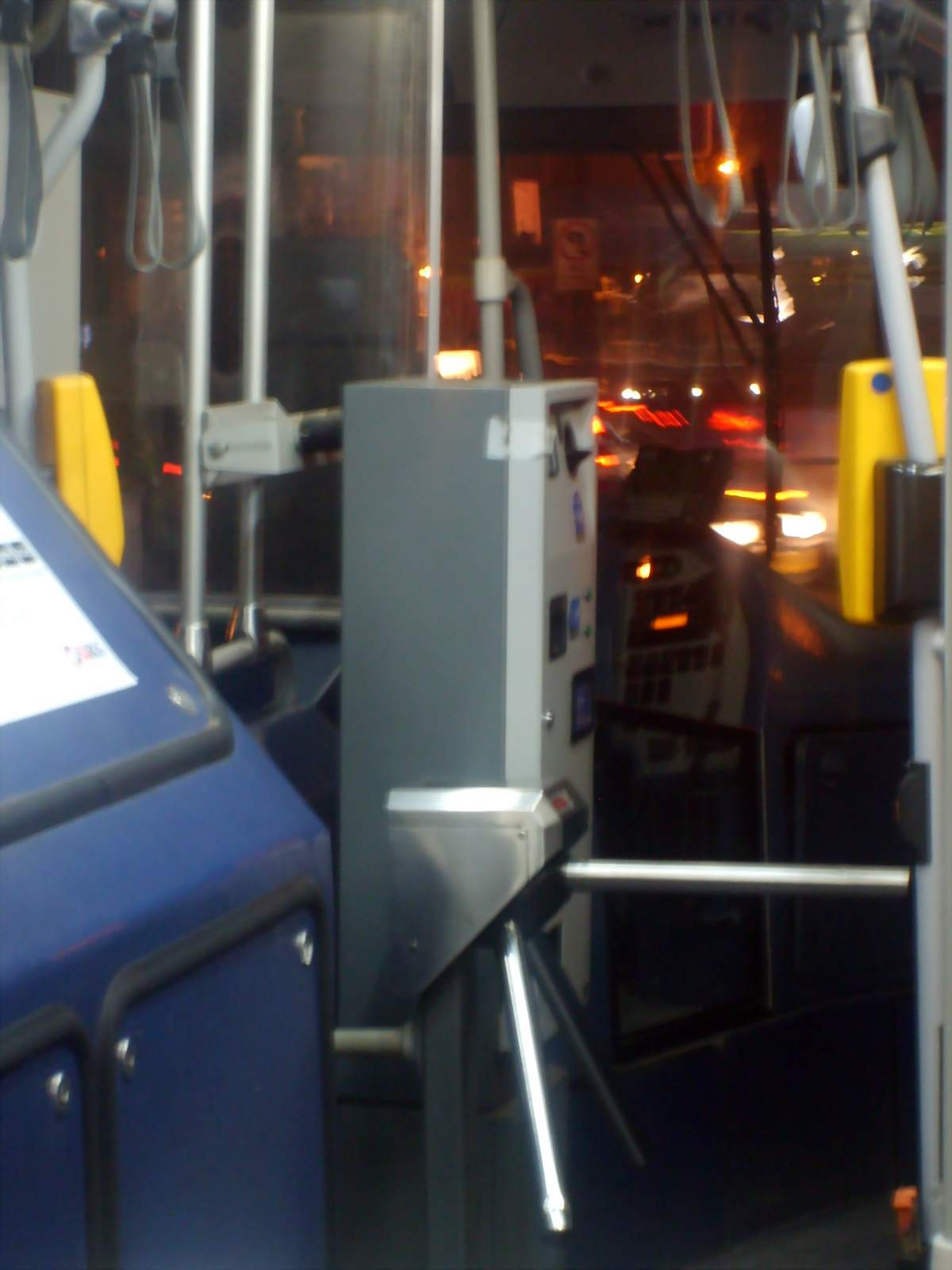
Antic cobrador automàtic que s'utilitzava en els busos, fins al 9 de febrer de 2007.

Abans d'implementar el sistema de pagament sense contacte, les persones que viatjaven en els busos realitzaven el seu pagament al conductor en pujar al vehicle; el conductor lliurava un bitllet que servia de comprovant de pagament davant un inspector. Això feia que el conductor fes la tasca de conduir i cobrar el valor del passatge. En cas de cancel·lar tarifa escolar, l'usuari havia de mostrar un passi o un document identificador al conductor i aquest cobrar la tarifa corresponent.
Realitzar ambdues tasques entorpia la conducció, per la qual cosa, a la fi de la dècada de 1990, el govern va disposar el cobrament del passatge mitjançant un cobrador automàtic (o humà, sempre que no anés). Aquest nou sistema no va tenir gran èxit, per la qual cosa va ser rebutjat al cap de pocs dies de la seva implementació, a causa de les llargues files per pujar al bus.
Sota aquestes premisses, el govern va decidir incloure dins de la tecnologia que mouria al Transantiago, la tecnologia de les targetes sense contacte, que ja estava sent utilitzada a la xarxa de Metre; amb la targeta Multivía, que tenia bastant èxit, es va permetre el registre de les càrregues i els viatges de cada usuari i es va poder estimar els tipus de viatges (normals, rebaixats, etc.) i trasllats mitjans que fa la massa de passatgers, per ajustar millor la freqüència de trens.

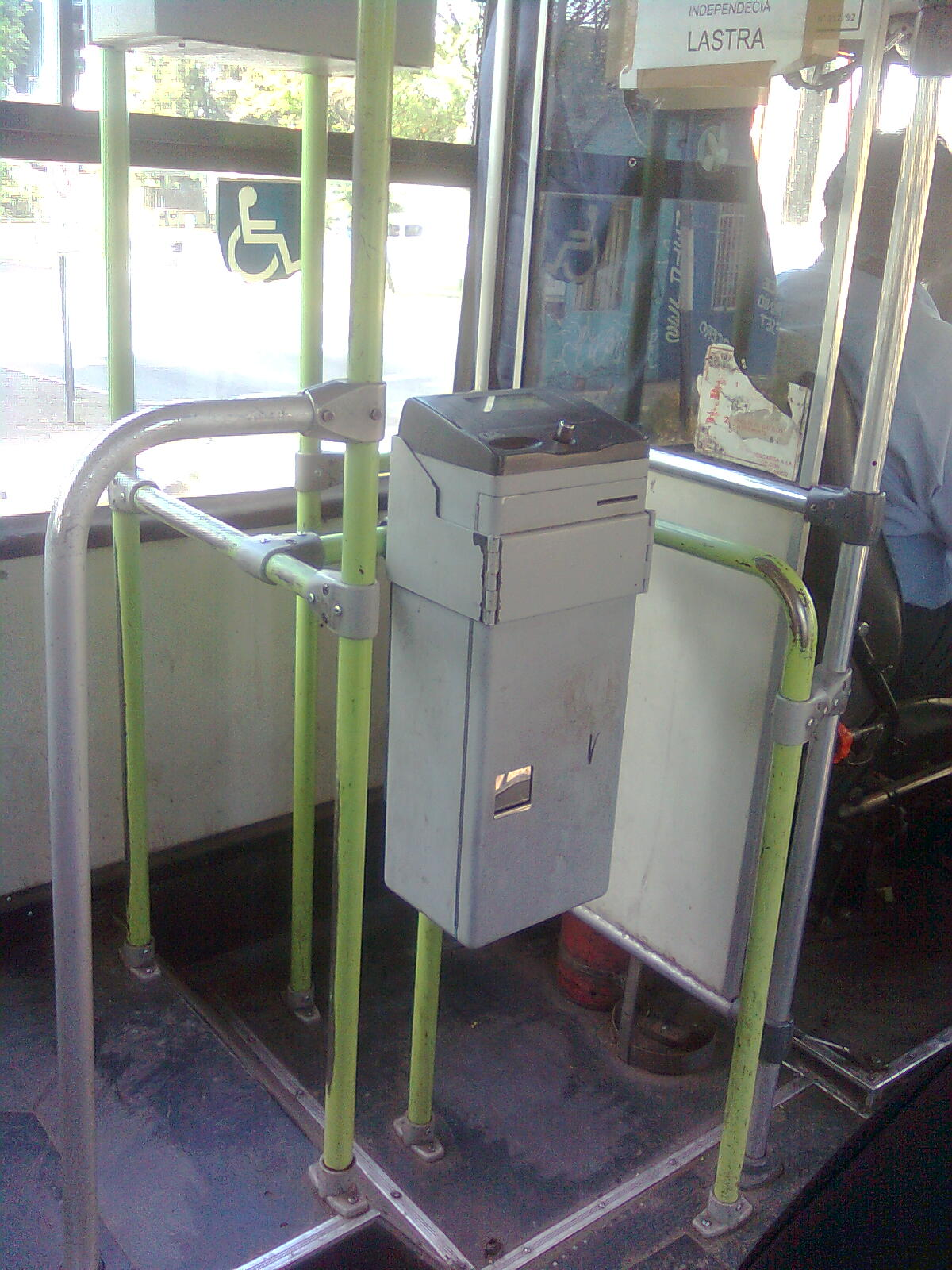
Cobrador exacte de Transantiago.

Al principi, aquest mitjà de pagament estava dissenyat per utilitzar-se en un de dos validadors o cobradors automàtics situats en la porta del bus, un per al pagament de tarifa normal i l'altre per a estudiants. Encara que aquest model de pagament no es va implementar, sí que va mantenir la idea d'implementar dos validadors; a més d'incloure una nova màquina, que permet el pagament del viatge sense posseir la targeta, anomenada "Moneder exacte". Aquesta màquina cobra un percentatge extra dins del cost del viatge, no permet viatges integrats i no lliura canvi, és a dir, és una màquina d'import exacte. Només alguns busos, que han d'estar identificats posseeixen aquest sistema de pagament, els que corresponen a la majoria de la flota de busos alimentadors, amb la fi que els usuaris poguessin arribar a la xarxa de càrrega de targetes. Aquesta idea, no obstant això, mai es va dur a terme, a causa de la distribució de la targeta bip!

### Adjudicació de la licitació
La licitació per al cobrament en Transantiago va ser adjudicada a Bancoestado-Sonda, únic oferent en la licitació del AFT. Després de ser adjudicada la licitació per Bancoesado-Sonda, criden a Banc Santander, Banc BCI i Falabella per a junts formar un conglomerat de bancs i multibotigues, els qui havien d'instal·lar tota la tecnologia a bord dels busos juntament amb el desenvolupament de les aplicacions que coordinarien busos i passatgers en el Transantiago.
La licitació per al cobrament en Transantiago va ser disputada principalment per dues empreses que facilitaven les seves tecnologies per al cobrament dels diners a les persones: l'empresa xilena Sonda, que es trobava associada al conglomerat de bancs i botigues, i l'empresa mexicana xilena TIMM. Ambdues empreses van presentar les seves propostes, declarant guanyadora a Sonda, qui havia d'instal·lar tota la tecnologia a bord dels busos juntament amb el desenvolupament de les aplicacions que es mourien a Transantiago.
La tecnologia del cobrament de passatges va ser acceptada pel Ministeri de Transports amb una avaluació de 6,3, en una escala de 7, ocupant gran part de la tecnologia que disposa TIMM, per la qual cosa es va entaular una demanda contra Sonda per US$390 milions, per apropiament il·legal de tecnologia.

### Problemes en els estudis
En els estudis de la targeta bip! es van trobar diversos problemes sobre la factibilitat tècnica per a la instal·lació, conservació i ús dels dispositius per al cobrament de passatges. Aquests problemes van ser catalogats en dos punts, problema de la integració i problema del passatge integrat.
Problema de la integració
Aquest problema es deu a la tecnologia que usa la targeta Multivía, que l'any 2005 funcionava amb tecnologia única al món, cosa que feia impossible la seva integració al sistema de pagament de Transantiago. Això deixava fora del mercat prop d'un milió de targetes per la incompatibilitat de sistemes. Altres problemes de la integració del sistema de pagament són els punts de recàrrega, ja que els equips que feien la recàrrega havien de ser fàcils d'utilitzar per als dependents dels comerços (com fleques, taquilles, etc.); l'ordinador de bord havia de ser el més resistent a les vibracions, a causa que els carrers posseeixen clots i les vibracions podien produir problemes en el processador que portava cada validador; i l'antena transmissora no era compatible amb la targeta Multivía, per la qual cosa s'havia d'instal·lar dues antenes per validar ambdues targetes o treure de circulació la Multivía.
Problema del passatge integrat
Aquest problema es genera en tenir dues targetes incompatibles o un equip de cobrament que es descompongui en intentar cobrar un transbord, per la qual cosa generaria un segon cobrament al passatger. Al final, si se suposa que tota la resta dels validadors fallen, l'usuari pagarà totes les vegades el cost del viatge, sense dret a accedir a la tarifa integrada.

### Pla pilot
El pla pilot de la Targeta bip! es va realitzar en dues etapes. La primera d'elles va començar el 13 de setembre de 2006 i va durar un mes. La segona es va iniciar el 17 d'octubre de 2006 i va acabar el 15 de novembre. Els resultats dels estudis del Pla Piloto mai van ser donats a conèixer, no obstant això, en el lloc web de la targeta sí que s'han indicat els plans que es van desenvolupar.

#### Primera etapa
La primera etapa del pla pilot per implementar el pagament mitjançant Targeta bip! es va realitzar des del 13 de setembre. En aquesta etapa es van distribuir a prop de 1.000 targetes en forma gratuïta junt amb una capacitat de recàrrega, la qual permetia viatges en busos de 5 concessionàries. A més, es va implementar 3 Centres bip! i 24 Punts bip! que es trobaven distribuïts en tota la ciutat.
L'objectiu principal d'aquesta prova era constatar el funcionament de la targeta bip! i la tarifa integrada que havia de regir a partir del 10 de febrer. Els resultats d'aquesta etapa del pilot mai van ser informats al públic.
Després de la primera etapa del pla pilot, un 88% dels passatgers es van mostrar satisfets per la targeta bip!, destacant-se la seva comoditat d'ús i la satisfacció d'ús del sistema electrònic de pagament.

#### Segona etapa
El 17 d'octubre de 2006, va començar la segona etapa del Pla Pilot que va consistir principalment en les proves de la targeta bip! en el Metro, per a la integració entre el sistema de Multivía amb Bip!. Aquesta etapa va permetre constatar a més la integració i preparació tarifaria que hagués d'existir entre el sistema de transport de superfície i Metro.
L'avaluació després d'aquesta etapa va pujar àdhuc 94,2% de satisfacció del sistema de pagament. En aquesta etapa es va preguntar per la primera impressió del sistema i la majoria dels enquestats (400 persones) va destacar la seva rapidesa i facilitat d'ús pràctic.

### Distribució
La seva distribució es va realitzar massivament des del 2 de gener de 2007 sense cost per al públic, havent de només pagar el valor de la càrrega inicial de 1.000 (US$ 2 aproximadament), per després tenir un cost únic de la targeta de $1.100 sense càrrega prèvia. La seva modalitat inicial de venda va ser en les taquilles de les estacions de metro i en els centres de pagament Servipag habilitats, a més de les vendes en forma de targetes de prepagament que existia en alguns negocis en Santiago.
Dies previs a l'inici de Transantiago, la gent de la perifèria de Santiago va començar a reclamar la falta de targetes en els diferents punts de distribució, per la qual cosa l'AFT va disposar el lliurament de 600.000 targetes extres de les prop de 5 milions de targetes que ja s'havien distribuït en tota la capital. No obstant això, al costat d'aquest anunci, algunes targetes que es van disposar per a la venda eren de plàstic reciclat, és a dir, es va reutilitzar una targeta que posseïa el xip, però no va ser distribuïda per alguna de les empreses de l'AFT. Aquesta situació va generar confusió en alguns usuaris, perquè les targetes reciclades no posseïen els logotips ni els colors originals, però després de les declaracions del Sotssecretari de Transports, aquestes targetes són considerades com a vàlides si van ser comprades en llocs establerts.
Un altre problema associat a la distribució va ser l'emissió de les targetes bancàries amb capacitat de ser targeta bip!, perquè els clients suposaven que l'ús com a mitjà de pagament per Transantiago generaria costos de manutenció de la targeta i interessos per la seva utilització. Al pas de les crítiques i consultes, el Gerent General de l'AFT va declarar que l'ús com a mitjà de pagament per viatjar no havia de ser considerat com a moviment bancari, ja que són diferents àmbits entre la targeta de crèdit i la targeta bip!
A més de la Regió Metropolitana, es va disposar el lliurament de targetes bip! en la Regió del Libertador General Bernardo O'Higgins i la Regió de Valparaíso, a més de ser venuda als passatgers en aeroports i terminals de busos, permetent una major facilitat a les persones que han de viatjar a Santiago i no posseeixen la seva targeta.

### Primers dies de funcionament
Hores abans de la implementació de Transantiago, el Ministre de Transport Sergio Mirall va informar la gratuïtat del sistema durant els tres primers dies, entre el 10 i 12 de febrer, indicant principalment que això donarà als usuaris la capacitat de familiaritzar-se amb els recorreguts en tota la capital, ajornant l'inici dels cobraments fins al dia 13 de febrer. No obstant això, i a primera hora del dia 13, els fiscals del Ministeri de Transports van detectar una falla mitjana del 15% en els validadors dels busos, per la qual cosa va emplaçar a l'AFT per a la gratuïtat del sistema fins al divendres en els busos troncals i el diumenge en els busos alimentadors.
Després dels problemes generats pel sistema de cobrament, diversos rumors van circular sobre el canvi en el sistema de cobrament dels passatges, la qual cosa va ser desmentida pel Ministre Mirall, dient que l'AFT no ha informat de res al Govern i indicant que tot el sistema de cobrament funcionaria sense problemes el dia 17.
El retard generat pel canvi de data va ocasionar una milionària multa a les empreses de l'AFT, propera als 300 milions de pesos, a causa del no compliment de la data d'implementació de la tecnologia de pagament en els busos. En els dies següents a l'aplicació de la multa, en el segon intent per al funcionament del sistema de cobrament, el dia divendres 17 de febrer, els validadors i usuaris van respondre favorablement al canvi, detectant-se un error proper del 2% en els busos que van sortir a circulació". Tot i així, la taxa d'evasió en zones d'alta acumulació de persones va ser molt gran. Per resoldre aquest problema, es van crear "zones de pagament extravehicular", és a dir, zones de pagament fora dels vehicles, abans d'accedir a la parada. Això permet accedir als usuaris un accés més ràpid als busos i evita l'evasió del pagament.
En els primers dies de funcionament, es van rebre centenars de reclams d'usuaris que havien estat objecte de doble cobrament en el mateix viatge o que la targeta era errònia perquè no es llegia. Aquests reclams es van canalitzar mitjançant els centres CAU per efectuar el reemborsament corresponent en cas d'existir problemes de cobrament. A causa de la falta d'informació, diversos usuaris les van cancel·lar diverses vegades a causa que el primer, segon o tercer transbord mostrava "Cost $0", la qual cosa feia que l'usuari passés novament la targeta pel lector, sent descomptat un segon passatge.

#### Targeta plop!
La targeta plop! és una idea generada pel Partit Humanista, qui comandat per la Presidenta de la col·lectivitat, Marilén Cabrera, la va presentar en la intersecció dels passejos Fumada i Orfes. Aquesta targeta va ser dissenyada en un cartó gegant d'1,5 m amb els colors de la mateixa targeta, però porta travessada la paraula plop!, la qual es troba al final de cada vinyeta de les historietes d'en Condorito.
| «                                                                        | "Ens reunim en el monument de Salvador Allèn per lliurar-li la Targeta Plop! gegant al Govern en La Moneda, exigint no una explicació, sinó una solució als habitants de Santiago" | » |
| — Marilén Cabrera, Presidenta del Partit Humanista, 18 de febrer de 2007 | |   |

La confecció de la targeta va ser acabada el 19 de febrer i va ser lliurada simbòlicament a la Presidenta Michelle Bachelet en La Moneda el dia 20 de febrer, al costat d'una carta del Partit Humanista denunciant els contratemps que viuen dia a dia els usuaris de Transantiago.

#### Indemnització
El 23 de març, els diputats Julio Dittborn i Claudia Nogueira -ambdós de la Unió Demòcrata Independent (UDI)- al costat de l'agrupació Defensor Ciutadà, van presentar una demanda en un Jutjat de Santiago perquè s'indemnitzés a la gent que ha estat víctima de Transantiago. La suma demandada és propera als $200 mil per cada targeta bip!, els quals van desglossar en $150 mil en danys físics i laborals, i els restants $50 mil en danys a la moral per l'ús del sistema.
| «                                                  | S'han complert 40 dies des del començament de funcionament del Transantiago. I (la demanda) es demana per conceptes tals com l'endarreriment en arribar la gent a la seva feina, la seva pèrdua d'ocupació, problemes de salut, majors remeis que ha hagut de comprar la gent, problemes de seguretat, etc., taxis col·lectius que molta gent ha hagut de prendre, especialment adults majors, perquè no hi ha alimentadors que arribin fins a les seves cases, fins als seus barris. Si tota aquesta xifra la vam sumar, li estem demanant al jutge que ell aboni $200 mil a cada persona que té una targeta Bip!, perquè aquesta targeta és un contracte que té el ciutadà amb el Transantiago. | » |
| — Julio Dittborn, diputat UDI, 23 de març de 2007. | |   |

D'acord amb l'opinió d'un expert en demandes col·lectives, el diputat Dittborn no va cursar bé la demanda, es va equivocar del tipus de jutjat i demanda al Fisc. El mateix advocat va explicar que el Fisc no és denunciable, car el contracte de la targeta bip! és amb l'Administrador Financer de Transantiago i no amb l'Estat de Xile; el tipus de Jutjat havia de ser un Jutjat Civil i no un Jutjat de Policia Local i finalment, si la demanda és acollida, no es poden sumar més persones que les 50 afectades en la causa.

#### Demanda de TIMM
L'empresa mexicana Transport Intel·ligent Multimodal (TIMM) va presentar una demanda judicial contra la companyia d'informàtica Sonda per "apropiació indeguda de tecnologia, violació de drets d'autor i ús indegut de material confidencial", per una suma propera als US$ 450 milions. Com a resposta, Sonda va demandar a TIMM per "danys i perjudicis d'imatge", per una suma d'uns $5.000 milions.
En l'acusació, l'empresa demandant al·lega que Sonda va usar els manuals, certificacions, patents i experiència en la documentació que va presentar com a oferta a la licitació de l'AFT, sense la seva autorització, per a després substituir-la per una tecnologia fallida. No obstant això, Sonda al·lega que va realitzar la seva plataforma tecnològica amb diversos elements dispersos al món, com la plataforma de distribució de diners, que lliura suport l'empresa Siemens.
La demanda va ser iniciada en el 23è Jutjat del Crim de Santiago, després que l'empresa TIMM tingués accés judicial a la còpia de la proposta que va realitzar BancoEstado i Sonda per adjudicar-se el sistema de cobrament.
La tecnologia que TIMM reclama com a pròpia és:
- Equipament a l'interior del bus, validadores de pagament
- Processament de la informació
- Mitjà de pagament, targeta sense contacte
- Sistema GPS
- Sensors de portes
- Pantalles d'informació al conductor
- Comptador de persones
- Programari de mapes en la central per visualitzar tots els busos
- Forma de recàrrega de les targetes
- Manuals i en punts fixos

#### Doble cobrament i els recorreguts d'anada i tornada
Un problema derivat en els primers dies de funcionament va ser el doble cobrament del passatge a causa del sentit que portava el microbús, ja que el sistema només permetia viatges en un sentit únic (anada o retorn) de cada recorregut. Això es va manifestar principalment a les zones perifèriques de la ciutat, ja que l'usuari havia de prendre un bus alimentador d'anada i un bus troncal que anava de retorn. En produir-se aquest problema, el validador cobrava dues vegades el mateix valor del passatge.
Aquest problema no ocorria en el Metro, ja que aquest mitjà de transport només valida a l'usuari sense discriminar l'adreça que l'usuari prengui, però el microbús ho feia a causa que les persones podien usar el mateix recorregut en menys d'una hora per als seus tràmits.
La solució al problema va ser eliminar el cobrament per sentit que es feia a l'usuari, tenint la mateixa capacitat que el metro de Santiago, és a dir, validar a l'usuari però no discriminar el sentit del viatge. Això s'ha prestat per a diversos enganys que s'han publicat en llocs web fomentant que tots els tràmits o viatges els realitzin en menys de 2 hores, i no importa el recorregut d'anada i retorn, ja que el sistema no sabrà els microbusos presos.

### Evasió
L'evasió de pagament és una de les principals preocupacions del Govern i les empreses concessionàries, a causa de l'augment del no pagament per part dels passatgers, els qui argumenten que el deficient servei els motiva a no cancel·lar el passatge, fins que se solucionin els problemes. Segons alguns reportatges, l'evasió arriba prop del 30% dels viatges realitzats, on es registra principalment en els busos troncals articulats, a causa de l'extensió i quantitat de portes que posseeix aquest tipus de bus.

#### Tomás Hirsch i l'anomenat a l'evasió
L'anomenat a l'evasió va ser realitzat principalment per Tomás Hirsch, mitjançant la campanya mediàtica denominada "Jo No Pagament", la qual incentivava a l'usuari comú a no pagar per un sistema de transport deficient pels santiaguinos. Aquest anomenat ho va realitzar després del lliurament simbòlic de la targeta plop! en el Palacio de la Moneda, obrint un lloc web (yonopago.cl Arxivat 2007-12-13 a Wayback Machine.) per publicar les accions que pren Hirsch per millorar el sistema de transports, publicant les visites al Ministre de Transports o les entrevistes que li han realitzat, i on manté la seva postura d'incentivar el no pagament del passatge.
| «                                           | L'informem a la Presidenta que avui dia donem inici a la campanya de desobediència civil www.yonopago.cl, i cridem a tots els de la capital al fet que no paguin per l'ús del Transantiago. | » |
| — Tomás Hirsch, polític 23 de març de 2007. | |   |

El dia 17 de juny de 2007, es va declarar en el lloc web d'aquesta campanya que no se seguiria aquesta forma de protesta contra Transantiago, agraint a les persones que van recolzar aquesta iniciativa. Certament, no ho necessitava, car l'evasió és fins avui dia (encara que en declivi) un dels problemes que afecten el pla de transport santiaguino.

#### Frau de les targetes bip! d'estudiants
El divendres, dia 3 de novembre de 2007, es van donar a conèixer les estadístiques oficials de retenció de targetes bip! d'estudiants per irregularitats en el seu ús de persones no autoritzades. Fins al mes d'octubre de 2007 s'havien retingut prop de 14.580 passades escolars en el Metro, desglossant-se en:
- 12.287 en usos no autoritzats,
- 255 per falsificació i
- 231 per estar adulterades.

Aquest augment es deu principalment al mercat negre de les targetes, a causa del robatori dels documents estudiantils o per obtenir beneficis dels estudiants per als seus tutors (pares, avis, etc.), sent tan sols requisat en les estacions de metro, ja que en els busos de Transantiago no existeix el mecanisme de control per als passatgers, que s'estima la seva implementació al desembre de 2007, però es va iniciar la fiscalització a l'agost de 2008.

#### Altres formes d'evasió
Alguna cosa que no es pot controlar de l'evasió són les tècniques que diversos usuaris poden usar per evitar el pagament dels passatges. A causa que el cobrament del viatge es realitza amb cada passada de la targeta en els validadors, alguns usuaris poden viatjar fins a 4 persones pel mateix valor del passatge, la qual cosa fa que l'evasió no només es produeixi per la pujada dels passatgers per les portes del darrere, sinó que per l'ús de la mateixa targeta per cancel·lar un sol passatge.

#### Mesures anti-evasió
El Ministeri de Transports ha implementat diversos llocs denominats com a "Zones Pagues" on l'usuari ha de cancel·lar el seu passatge abans d'accedir a la parada, per evitar l'alta aglomeració de persones i un accés més fluid al bus. Aquestes zones només funcionen durant les hores puntes del sistema, i a juny de 2007 són més de 10 zones habilitades. A l'inici d'aquest tipus de zones, els usuaris no es van mostrar satisfets a causa que les mesures adoptades pel ministeri feien semblar els passatgers al bestiar, a causa de la gran aglomeració de persones i les files que havien de realitzar en ingressar a la parada.
Una altra mesura que es va estudiar és la col·locació de torniquets d'accés, de manera similar al Metro, per poder controlar l'accés dels passatgers al bus o contractar personal que controli les persones que pugen per les portes de baixada, la qual cosa permetrà un major control dels passatgers, però alhora impedirà un accés ràpid al bus, sobretot en hores puntes.
Un aspecte que el Ministre va declarar va ser la possible creació d'un bo per a aquells conductors que impedeixin l'evasió, però aquests no tenen els mecanismes per evitar aquest problema, a causa de la seva funció única de conduir per evitar accidents, per la qual cosa estar controlant les persones que paguen o no el seu passatge impedirien un bon acompliment del seu treball. Fins i tot diversos conductors han manifestat el seu recel a realitzar aquest treball perquè veuen que la seva integritat física es veurà afectada en sol·licitar el pagament del passatge.

#### Fiscalització
La fiscalització als passatgers per comprovar el pagament del passatge es va iniciar la setmana del 25 d'agost, amb funcionaris del Ministeri de Transports que pujaven als busos amb màquines especials per comprovar si el passatger va cancel·lar el seu passatge o no, mitjançant l'ús d'una màquina especial la qual lliura la informació de l'últim pagament realitzat amb la targeta.
A l'inici d'aquesta mesura, el mateix ministeri va calcular que 2 de cada 10 persones no cancel·laven el seu passatge, i en el primer dia de fiscalització es va trobar una persona que no cancel·lava el seu passatge des del 13 d'agost, la qual cosa demostra la urgència necessària d'implementar el sistema de comprovació.
En el període de marxa blanca, que es va iniciar amb el test de les màquines i el procés de fiscalització, els usuaris van rebre un advertiment verbal, però una vegada implementat concretament el sistema de fiscalització, les multes als usuaris aconseguiren fins als 54 mil pesos (aproximadament US$ 105, ? 71).

### Problemes de la data i hora
L'any 2008 és un any de traspàs, la qual cosa produeix que l'any posseeixi 366 dies i existeixi el 29 de febrer dins del calendari anual. Aquesta anàlisi no va ser realitzat pel AFT, fet que va produir que el dia dissabte 1 de març de 2008 existissin problemes en les validacions dels usuaris, ja que se'ls cobrava fins a 3 vegades el passatge, quan corresponia la gratuïtat d'aquest. Aquest problema es va presentar principalment quan els usuaris feien combinacions entre busos i Metro, ja que els torniquets del ferrocarril subterrani mostrava la data "1 de març" i prop del 10% dels validadors de la flota de busos (prop de 640 de 6.400) va mostrar la data "29 de febrer", ocasionant que els dos viatges anessin en dies diferents, cobrant-se novament el passatge, ja que havien passat més de dues hores en el sistema informàtic, però en realitat havien passat només minuts.
El cap d'operacions de metro va indicar que el sistema va funcionar normalment durant el dia, registrant-se els problemes de cobrament en els validadors dels busos. Aquests problemes van provocar que diverses empreses de transport de passatgers en superfície no cobressin als usuaris per evitar més problemes i enutjos per part dels passatgers.
L'AFT, durant la tarda de l'1 de març, va indicar que als passatgers afectats per aquest cobrament indegut se'ls començaria a retornar els diners mitjançant el conducte regular de devolucions (apropant-se a un lloc de recàrrega o un tòtem de Metro), però havien de cridar al telèfon habilitat per a consultes i reclams de Transantiago. El reintegrament dels passatges va ser des del dia dimecres 5 de març i es va integrar el viatge extra, a més del passatge original, aquest últim en compensació pels problemes generats.

## Impacte de la implementació

### Impacte artístic - cultural
L'artístic i cultural de la implementació de la targeta bip! es van anunciar des de diversos mesos abans de l'inici de Transantiago, indicant-se que els treballadors informals del transport públic, com a venedors ambulants, cantants i artistes varis, ja no podrien pujar al bus per oferir els seus productes, la qual cosa es va traduir en una cessantia per a les persones que desenvolupaven les seves activitats a bord d'un bus o els que depenien dels busos, com els "gripaus de micro" (persones encarregades de controlar la freqüència dels busos, sense que treballessin a una empresa), la qual cosa va deixar a moltes persones sense una font de treball informal.
No obstant això, un grup de cantants ambulants es van veure beneficiats amb passades provisionals per abordar als busos, a causa de l'acord aconseguit amb el llavors sotssecretari de transports, Danilo Nuñez. Per optar a aconseguir una d'aquestes autoritzacions, els cantants van passar per un procés de selecció per determinar als millors cantants i, després d'aquesta audició, el Ministeri de Transports va procedir a lliurar les passades provisionals, que en la seva majoria duraven fins a maig de 2007, a canvi de tenir registrat el domicili de les persones i el seu telèfon.

### Impacte en el comerç ambulant
Per als venedors ambulants i gripaus de micro no va haver-hi oportunitats per a la inserció laboral, per la qual cosa tots van quedar sense ocupacions amb l'inici de Transantiago. No obstant això, i amb el pas d'algunes setmanes, els venedors ambulants van començar a pujar als diversos mitjans de transports de Santiago. Cantants en el Metro, venedors d'aliments i articles en general van començar a pujar en diferents parades, sense que intervinguessin sanció o alguna mesura que evités la pujada d'aquestes persones. Alguns venedors, que es trobaven organitzats abans de l'inici de Transantiago, es trobaven autoritzats, però la resta dels venedors simplement apel·laven a la voluntat del conductor si podien pujar o no al bus.
Aquest impacte de l'inici d'aquest sistema ha repercutit també en les butxaques dels xilens, els qui ja no porten monedes per pujar al bus, per la qual cosa la majoria dels venedors han vist reduïdes les vendes, ja que la majoria dels productes costen entre $100 i $1000, els quals eren fàcilment dispensables després del pagament del passatge en el bus. En canviar el sistema de pagament, va implicar que totes les transaccions de pagament del passatge es fessin en forma anticipada, la qual cosa genera que el mateix usuari ja no pot, amb l'efectiu necessari, abordar els busos. Això redueix el poder adquisitiu dels productes, en disposar dels diners necessaris per a les seves activitats, sense incloure les despeses de mobilització que es veuen reflectits en cada càrrega.
Malgrat la negativa inicial dels venedors ambulants en els busos, es manté la pràctica d'aquest ofici informal, la qual cosa es va pretendre evitar per controlar els impostos que generaven els consumidors, sense aconseguir majors canvis en els costum dels passatgers en els busos.
Un altre focus de comerç ambulant es va situar, durant els primers dies de Transantiago, en els carros de Metro, ja que els mateixos venedors pujaven als carros com a passatgers normals, però dins del ferrocarril venien o cantaven, desplaçant-se des dels busos a aquest mitjà de transport. És famós el cas d'un venedor d'aigües minerals gelades, qui va acaparar la portada d'un periòdic, ja que venia aigua en els mateixos carros de Metro, on la temperatura a l'interior puja prop de 3 a 4 graus centrígrads.

### Valoració del públic
Els usuaris de Transantiago es van manifestar molt conformes del mitjà de pagament implementat a Santiago, segons una enquesta de desembre de 2007, realitzada per la Universitat Central de Xile, on es va mostrar que la targeta bip! obtenia una nota de 5,53 (de 7,0) sobre 600 persones enquestades, la qual cosa va deixar a l'Administrador Financer de Transantiago bastant conforme per la percepció que posseïa les persones sobre el mitjà de pagament. Aquest resultat va ser el millor atribut avaluat pels habitants sobre Transantiago.

## Tipus de targetes
Aquesta targeta és de plàstic, de la grandària d'una targeta de crèdit per a totes les dimensions. La seva superfície és llisa, exceptuant la targeta de crèdit amb el xip integrat, emès per bancs associats a l'AFT, en posseir impresa els dígits de la targeta. La targeta més utilitzada en el sistema és la targeta al portador, a causa que va ser la més sol·licitada del sistema; després segueix la targeta escolar que es va distribuir a tots els estudiants de la Regió Metropolitana.
Existeixen diversos tipus de targetes bip! que es poden distingir per la seva aparença, i per la tarifa a aplicar.

### Targeta al portador

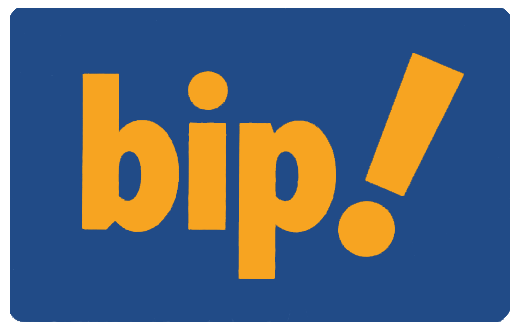
Targeta bip! al portador

És la targeta comuna, blava en ambdues cares i que posseeix la paraula "bip!". Pot ser adquirida en les estacions de Metro, en els locals de Servipag habilitats, centres de pagament de Falabella o com una targeta de prepagament en kioscos o basars, la qual cosa va ser vàlid durant el mes de gener de 2007, amb una emissió propera a les 500.000 targetes. En cas d'extraviar-se o un furt, el saldo romanent no podrà ser reemborsat. El seu cost va ser de $1.100 durant 2007, 1 de febrer de 2008 va augmentar a $1.200 i en el 2009, el valor va ascendir a $1.300.
El disseny original va ser canviat, destacant-se la part posterior de la targeta que no porta escrita la paraula bip!, sinó que posseeix una sèrie de recomanacions de cura; mentrestant, la vora dreta està marcada amb una franja fosca que indica el número de la targeta.

### Targeta personalitzada
Aquesta targeta és més cara, però posseeix la qualitat que en cas d'extraviar-se, el saldo és transferible a una altra targeta i es pot carregar mitjançant les empreses associades en l'Administrador Financer de Transantiago (AFT).
En un inici el seu valor era de $3.500 amb una càrrega inclosa de $1.500, però a novembre de 2009, el seu valor és de $2.350 sense incloure càrrega de diners.
Es pot identificar perquè porta la foto i el nom de la persona que és propietària de la targeta. Aquesta targeta pot ser adquirida únicament en el Centre d'Atenció Especialitzada (CAU) i el seu lliurament és immediat. El bloqueig de la targeta és immediat i es pot efectuar per telèfon, Internet o en un CAU, amb un cost per a l'usuari de $300.

### Passi escolar bip! i Targeta Nacional Estudiantil
Tots els estudiants d'ensenyament bàsic, mitjà i superior han de posseir la seva targeta d'estudiant per accedir a la rebaixa del valor del passatge. Aquesta targeta posseeix el nom de l'estudiant, l'establiment i el règim d'estudis (Diürn o Vespertí). Si es perd o és robada, el saldo no és reemborsable. La gestió d'aquest tipus de targetes està a càrrec del Ministeri d'Educació.
En un inici, l'activació del benefici va ser mitjançant la validació del document en un CAU, la qual cosa generava llargues esperes en aquests centres a causa que són escassos a la ciutat, existint només 10 centres de validació. És per això que el Ministeri d'Educació, en conjunt amb el Ministeri de Transport, va informar el 28 de febrer que la seva activació seria amb la càrrega de la targeta en els llocs autoritzats.
Malgrat aquesta activació, es va cridar als estudiants a activar les seves targetes apropant-se als Centres bip! i CAU, sent realitzable aquest tràmit entre l'1 i 15 d'abril de 2007. No obstant això, i segons l'informat en el seu moment de per la Junaeb, faltaven prop del 35% de les passades per ser reactivats, per la qual cosa es donaria un temps de gratuïtat als estudiants entre els dies 16 i 18 d'abril, perquè el percentatge d'alumnes que no havien realitzat el tràmit poguessin fer-ho sense problemes. Després del període de gratuïtat, més de 35.000 targetes revalidades van presentar falles des del cobrament de tarifa d'adult ($380) fins a la falla al moment de llegir la targeta, per la qual cosa diversos alumnes van realitzar fins a 4 vegades el tràmit, després de la qual cosa es va indicar que era falla de l'AFT i per tant, com a solució temporal, es van lliurar targetes provisòries als estudiants afectats.

### Targetes multiformat
Són targetes especials emeses per les empreses de l'AFT i són distribuïdes als clients de les entitats bancàries mitjançant el correu. Aquesta targeta posseeix un logotip bip! en la cantonada inferior dreta, la qual indica que és possible usar-la com a mitjà de pagament. No obstant això, la targeta comercial és diferent de la targeta de transport, per la qual cosa no es poden efectuar transaccions comercials amb la suma disponible en la targeta, ni carregar a crèdit els viatges que s'efectuïn sense saldo.
El titular de la targeta pot carregar en forma remota la seva targeta, utilitzant les vies que cada banc estimi convenient, però ell ha d'acudir a un centre bip!, punt bip! o qualsevol lloc de recàrrega per moure la seva càrrega a la targeta. Aquest procés és obligatori, ja que la naturalesa de la mateixa targeta impedeix que la càrrega s'efectuï en el moment de pagar qualsevol viatge.
La responsabilitat d'emissió, manutenció i reposició és per part de cada entitat financera associada a l'Administrador Financer de Transantiago.

### Targetes multivía
A causa de la integració del metro al Transantiago, les targetes Multivía són compatibles amb totes les formes de pagament i recarrega que utilitza el pla. No obstant això, les targetes Multivía de la Tercera Edat són només utilitzables en el metro en tarifa diferenciada i en hores no puntes, amb límit de dos viatges diaris, encara no trobant-se habilitada per als busos. La resta de les targetes són considerades com a targetes al portador, inclusivament les targetes escolars emeses entre el 2004 i 2005, que incloïen la tecnologia de pagament sense contacte.

### Targetes d'emissió especial
Durant la fase d'implementació de Transantiago s'han hagut d'emetre targetes d'emergència a causa de la fallada d'algunes targetes o perquè la disponibilitat del plàstic ha estat insuficient per cobrir la demanda de la població.
Targeta bip! reciclada
A causa dels problemes de distribució, existeix una partida anomenada com "bip! reciclada" que no posseeix la forma original, però són igual de vàlides. El seu nom es deu principalment al fet que en el seu origen són targetes no distribuïdes per les cases comercials i són invàlides per fer transaccions bancàries. Aquestes targetes van ser comercialitzades en la xarxa de metro durant els dies previs a l'engegada del pla de transport. No obstant això, des d'aleshores no s'han tornat a vendre aquest tipus de plàstic, a causa que els passatgers van començar a usar les seves targetes bip! emeses pels bancs.
Targeta bip! provisoria
Després de mostrar problemes en la fase de revalidació de beneficis per a estudiants de la Regió Metropolitana, l'Administrador Financer de Transantiago va decidir lliurar passades escolars provisionals, perquè els estudiants que van tenir problemes amb el seu document de transport poguessin pagar la tarifa de $130 que correspon a l'estudiant. Aquesta passada ha estat desactivada una vegada que ja s'han distribuït les targetes de reposició per als estudiants.

## Ús i funcionament

### Tecnologia sense contacte

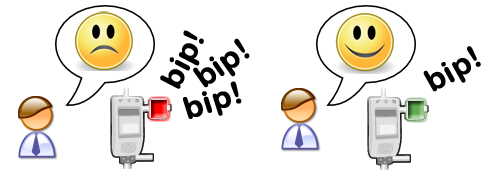
Procés de validació amb la targeta bip!.
Esquerra: usuari la targeta del qual no ha estat acceptada o no posseeix saldo
Dreta: usuari la targeta del qual ha estat acceptada i pot passar.

La forma d'utilitzar la targeta bip! és apropant-la al validador o el lector que se situa en els torniquets de metro a una distància menor a 10 cm i exposar-la entre 0.5 i 1 segons en qualsevol de les cares de la targeta per activar el cobrament. En apropar-se, l'usuari veurà en una pantalla LCD el resultat de la transacció i s'escoltarà un so que identificarà el tipus de pagament que realitza l'usuari. Després de dos segons de mostrar la llum verda, el validador es desactiva per a la següent transacció; si la mateixa targeta és passada pel validador, es farà un segon cobrament. En el Metro, les passades escolars només poden ser utilitzades amb una diferència de 5 minuts per evitar que dos usuaris viatgin amb la mateixa targeta.
Si l'usuari té saldo suficient per realitzar el viatge, en la pantalla es mostrarà el saldo i cost del viatge, juntament amb el bip del validador o lector. Si es valida en un bus, s'activarà la llum verda que es troba al costat del validador, en canvi, en el metro es prendrà una llum petita al costat de la pantalla.
En canvi, si la transacció fracassa, ja sigui perquè l'usuari no disposa de saldo o la targeta està defectuosa, el validador sonarà tres vegades i prendrà una llum vermella, en canvi, en el torniquet de metro sonarà tres vegades i es prendrà la llum que es troba a un costat de la pantalla. En la pantalla es llegirà el motiu de la negació al cobrament, sent generalment per un error de lectura de la targeta, per la qual cosa s'ha de passar novament pel validador.

### Cobrament de tarifa
El seu funcionament per descomptar i cobrar el passatge amb integració tarifària no s'ha precisat al públic, però alguns blogs de persones del món de l'electrònica i informàtica han deduït la metodologia de funcionament de la targeta. Les teories van des de xarxes Wifi en tot Santiago fins a connexions ad-hoc entre busos. No obstant això, en un esquema del diari La Tercera, on es donen llums que les targetes han de posseir la informació de les últimes transaccions i l'hora global del sistema indiquen el temps que l'usuari porta utilitzant Transantiago. El bus, en canvi, en passar per un Centre Recaptador, el qual posseeix una antena de Mobitex per a la transmissió de dades mitjançant el protocol RS485, el qual lliura la informació de cobraments i estadístiques de persones que han abordat i descendit de cada màquina.
Alguns esquemes i infografies mostrades en variats llocs webs fan destacar que el cobrament es realitza quan el bus arriba a la seva terminal on es descarrega la informació mitjançant antenes disposades en el mateix lloc. No obstant això, actualment aquesta tasca es realitza amb computadors portàtils, a causa que no opera correctament el sistema d'individualització de busos.

### Procés de "Clearing"
El Clearing és un procés que ha de realitzar l'AFT per poder cancel·lar a les diferents empreses que es troben treballant en Transantiago, tant als proveïdors de transport en superfície (busos) com els subterranis (Metro). Aquest procés es realitza cada 15 dies per poder calcular la suma a pagar a cada empresa pel concepte del passatge integrat, repartint els diners de cada "bip!" entre les empreses que corresponen. Aquesta és l'última etapa de distribució de diners, ja que des de l'inici del cobrament del passatge (quan l'usuari carrega) no se sap que recorregut seguirà l'usuari, per la qual cosa, quan aborda un bus ja es coneix que l'empresa obtindrà els diners d'aquest viatge.
En l'inici del projecte, el clearing es feia mitjançant el sistema de "Pagament per Passatger Transportat" (PPT), la qual cosa implicava que l'operador rebia els diners segons la quantitat de passatgers que els seus busos portaven. No obstant això, durant les primeres setmanes, els operadors van reclamar que es perdien prop del 50% de les transaccions (entre la càrrega del passatge i el pagament del mateix), generant que el sistema s'anés desfinançant perquè la suma que no cobria els passatges havia de ser descomptat de la Reserva Tècnica del sistema.
Segons una auditoria encarregada a l'empresa Ernst & Young, el sistema de clearing va aconseguir un grau de certesa del 95% al 99% d'efectivitat en cancel·lar els passatges als operadors, coneixent-se el recorregut dels diners "des del Bip en el bus, passant per la descàrrega dels validadors, fins al xec a l'operador".

## Costos i preus de viatges

### Abans de Transantiago
Abans de la implementació de Transantiago, el passatge costava $370 per a adults i $120 per a estudiants, per cada transbord que es realitzarà. No obstant això, i a manera de marxa blanca, a tots els usuaris que utilitzessin la seva targeta bip! entre l'1 de gener i el 9 de febrer de 2007 pagarien $360 en pagar amb la seva targeta en els validadors que es trobaven habilitats, principalment en els busos de TransAraucarias i SuBus. No obstant això, molt poques persones van usar les seves targetes en aquest període de proves del sistema, a causa que els busos habilitats no superaven les 300 màquines. Malgrat això, el Ministre Sergio Mirall preferia que els usuaris obtinguessin a temps la seva targeta al fet que la usessin en forma freqüent durant el període de marxa blanca.

### Des de l'inici del Transantiago
A partir del 10 de febrer de 2007, el cost dels viatges era de $380 (tarifa normal) i $130 (tarifa estudiant), i permetia combinar amb tres serveis més dins dels 90 minuts següents al primer pagament amb la targeta. No obstant això, i a causa dels problemes que va afrontar el sistema en els primers dies de funcionament, el període de viatge es va estendre a 120 minuts, però encara mantenint-se el límit de 3 transbords sense cap cost. Aquesta extensió horària la va donar a conèixer la Presidenta Michelle Bachelet l'11 de març de 2007 en el marc de les 23 mesures que ajudarien al sistema de transports a tenir un millor funcionament.
Si es viatja en hora punta i es combina amb Metro, el cost adult augmenta en $40, mentre que la tarifa estudiant es manté en $130. Els transbords són gratuïts fins a final d'any, encara que al principi aquesta modalitat anava a ser fins al 9 d'agost de 2007; després, el cost dels transbords serà de $20 cadascun. No obstant això, a causa del projecte de llei que va permetre l'ingrés de US$ 290 milions al sistema, la tarifa es va congelar.
| «                                    | […] tal com va assenyalar el Govern, Transantiago té importants costos d'engegada i el compromís és finançar-los amb recursos públics de manera de no augmentar les tarifes que han de pagar les persones... | » |
| — René Cortazar, 10 de maig de 2007. | |   |

A partir del 12 de febrer de 2009, el passatge va ser augmentat en $20 solament per a la tarifa normal, i es crea un nou tram tarifari en el Metro, amb la finalitat de descongestionar el servei durant els horaris punta, augmentat el valor del viatge des de $420 a $460, però al seu torn es va crear el tram de baixa, on el cost és $380.
Els costos dels viatges s'ha vist reduïts des de l'engegada de Transantiago, ja que un viatge combinat de dos microbusos abans costava $760, però a partir de la implementació del pla, la tarifa ha disminuït fins a $380, sempre que el viatge es realitzi dins dels 120 minuts a partir del primer bip! de la targeta o sigui combinant servei de busos i Metro.

### Bitllet d'emergència
El bitllet d'emergència és un benefici que s'obté només en viatjar pagant amb la targeta bip!, la qual cosa permet un viatge sense cost, sempre que l'usuari no posseeixi saldo suficient per pagar el viatge, i si aquest s'efectua solament en busos entre les 22:00 i 8:00 hores sense importar el dia. El cost es descompta a l'usuari de la targeta en la càrrega següent, i s'activa aquest benefici a partir de la segona càrrega de la targeta.
A partir de juliol de 2008, l'horari del bitllet d'emergència es va estendre des de les 21:00 fins a les 9:00 hores de l'endemà, la qual cosa millora l'accés al viatge durant la nit.

## Llocs de recàrrega
Punt bip!

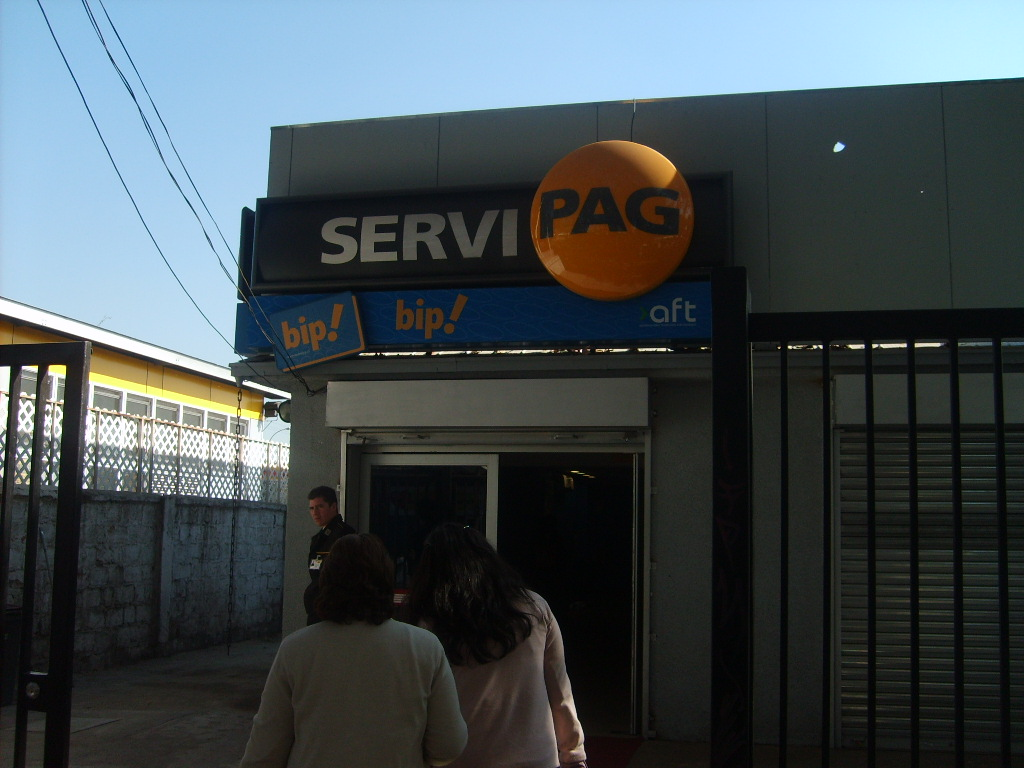
Entrada del Centre bip! a l'Avinguda José Pedro Alessandri amb Avinguda Grècia.

El punt bip! és un lloc on només es poden carregar les targetes bip! i consultar el saldo existent. Aquest tipus de llocs són, en general, negocis de barri on la gent concorre o parades properes. Aquests llocs són, per exemple, fleques, negocis d'abarrotis,
 etc. Igual que tota la xarxa de càrrega disponible a Santiago, una vegada efectuada la càrrega, es lliura un comprovant imprès a l'usuari per tenir constància de la càrrega. S'estima que en tota l'àrea metropolitana existeixen prop de 1.000 punts de càrrega. L'hora de funcionament depèn del negoci, per la qual cosa no s'assegura una atenció similar a les taquilles de Metro.
Centre bip!
El Centre bip! posseeix les mateixes qualitats que un punt bip!, però a més de poder comprar targetes es pot reclamar sobre el funcionament de la targeta bip! En aquests punts també hi ha centres de pagaments de cases comercials de l'AFT. A diferència dels punts bip!, els centres són només 50 i no es troben present en totes les comunes de Santiago. L'horari d'atenció és similar a les taquilles de Metro, per la qual cosa la seva atenció arriba fins a les 22.30 hores. S'homologa les taquilles de metro com aquest tipus de punt de recàrrega.
Els centres bip! són en general associats a alguna empresa de l'Administrador Financer de Transantiago, on es poden realitzar pagaments o obtenir serveis bancaris. Existeixen centres bip! de Servipag (dependents de Banco de Crédito e Inversiones i Banc de Xile), CMR Falabella, ServiEstado (dependent del Banc Estat). En aquests llocs existeixen caixes especials perquè els clients puguin carregues les targetes, i altres caixes on els clients poden pagar comptes o fer les transaccions bancàries.
Centre d'Atenció Especialitzada (CAU)
El Centre d'Atenció Especialitzada són només 12 a Santiago i s'encarreguen de recol·lectar les queixes, dubtes i altres atencions que no es poden satisfer en els Centres bip! Es poden bloquejar i desbloquejar les targetes, canviar la passada escolar i/o targetes personalitzades en cas de falles, fer suggeriments per a l'atenció i sol·licitar una targeta personalitzada... L'horari d'atenció és fins a les 22.00 hores en els dies de setmana, i fins a les 14.00 hores en els caps de setmana i festius.
Banca Virtual
Les targetes emeses per les empreses financeres de l'AFT permetran recarregar les targetes bip! mitjançant el sistema web que posseeix cada empresa. Per realitzar la càrrega, l'amo de la targeta ha d'entrar a la seva banca virtual i indicar que requereix una càrrega mitjançant Internet. Després de realitzar la càrrega, l'amo de la targeta haurà d'anar a un punt de recàrrega per efectuar la càrrega. Al dependent cal indicar-li que va a carregar en forma remota, perquè digiti correctament la transacció.
Caixers automàtics
A partir del mes d'abril de 2008, es va habilitar l'opció de carregar les targetes bip! bancàries mitjançant l'ús del caixer automàtic, descomptant-se des del saldo del compte bancari o la línia de crèdit, el total de la càrrega que realitza el client. Aquest mitjà només accepta la càrrega de la targeta bancària que s'estigui usant i no permet carregar remotament una altra targeta. Per verficar la recarrega, l'usuari ha de dipositar la seva targeta en algun dispensador de saldo que es troba en les sucursals bancàries o en els totems de Metro.

### Problemes dels punts de recàrrega
En un reportatge de Teletrece, es mostraven els principals problemes per als amos de locals comercials de posseir un punt bip! en el seu negoci, a causa de l'escàs marge de guany que els deixava el fet de carregar les targetes, i és a prop de l'1% de la suma carregada, generant que els comerciants tinguessin més costos que guanys, a causa del servei elèctric i l'obertura de comptes corrents per poder habilitar el sistema en els seus negocis. A causa de l'escassetat de punts bip! a l'inici del sistema, hi havia sectors de Santiago que no posseïen un centre de càrrega, per la qual cosa les estacions de metro es trobaven col·lapsats, fent que els usuaris més allunyats de centres més grans tinguessin problemes de mobilització al no posseir diners.

## Mètodes de recàrrega
Existeixen diversos mètodes de recàrrega de la targeta bip!, els quals es troben disponibles des de l'1 de gener de 2007.
Recàrrega en efectiu
Aquesta recàrrega es pot realitzar en els punts degudament identificats, com els punts bip!, els Centres d'Atenció Especialitzada (CAU) o les taquilles de Metro. A partir del 15 de maig de 2008, la recàrrega màxima va pujar a $25.500 i es van habilitar caixes en els CAU on es pot recarregar menys de $800 en les targetes d'adults.
- Passada escolar: Es pot carregar des de $300 en Punt bip! i en les taquilles de Metro; després es prossegueix en múltiples de $500 i així fins a $25.500, igual que la targeta al portador.

Recàrrega mitjançant targeta de crèdit
A partir del 2 de gener de 2007, en totes les estacions de metro existeixen centres d'autoatenció que permeten recarregar les targetes bip! mitjançant l'ús de la targeta de crèdit de La Polar, seleccionant la suma de recàrrega i quotes en què es desitja pagar la recarrega.
Des de maig de 2007, la cadena de supermercats Líder en conjunt amb el metro de Santiago decideixen incloure la seva targeta de crèdit Prest com a mitjà de recàrrega, usant els mateixos centres d'autoatenció existents en totes les estacions de metro.
També es destaca la participació en un futur pròxim de CMR Falabella (integrant del AFT) per també poder recarregar targetes bip! a través dels tòtems i via càrrega remota.
A la fi de juliol de 2008, les targetes de cases comercials (Ripley, La Polar, Prest, Hites i Falabella) poden ser utilitzades per recarregar en els tòtems de les estacions de metro, carregant-se la suma a recarregar a la targeta de crèdit de la multitenda i podent-se pagar en quotes o en l'estat de compte directament.
Càrrega Remota (en implementació)
La càrrega remota es realitza mitjançant telèfon (600 730 00 73) i es troba disponible només per a les empreses associades a l'AFT. A més, les mateixes empreses han habilitat en els seus llocs webs, instàncies per recarregar targetes en forma remota. No obstant això, la recàrrega no s'efectua fins que l'usuari s'hagi apropat a algun centre de recàrrega perquè la targeta sigui actualitzada.
El 16 d'agost de 2007, BancoEstado va anunciar que va habilitar en el seu lloc web l'opció de recàrrega remota per als clients que hagin adquirit el seu Compte Rut i posseeixi el xip en la seva targeta, mentre que l'1 d'octubre de 2007 Banc de Xile i Banc Edwards també van anunciar l'habilitació. Es pot carregar qualsevol targeta, tan sols indicant el número imprès en la targeta, la suma i el correu electrònic del subscriptor del cobrament per confirmar la càrrega. Després d'això, l'usuari ha d'anar a algun lloc de càrrega de saldo i indicar que farà una càrrega remota.

### Comprovants de recàrrega
Existeixen diversos tipus de comprovants de recàrregues de les targetes, les quals són trossos de paper que el caixer o l'encarregat de la transacció està obligat a lliurar a l'usuari per constatar la càrrega. Aquests trossos de paper poden provenir des de dos tipus de màquines, les que posseeix metro des de l'època de la targeta Multivía o les que AFT ha distribuït els centres bip! i punts bip!
Comprovants de Metre
Els comprovants de metro posseeixen dimensions de 5,7 x 8,7 cm i porten impresos la següent informació:
- Identificació de Metro
- Tipus d'operació
- Servei de venda
- La data, hora i lloc de càrrega
- Identificador del venedor
- número de la targeta (que no correspon al número d'identificació extern)
- Diners carregats
- Saldo després de la carrega
- Missatge de salutació

Els comprovants de metro posseeixen la imatge de fons de la marca de Multired i s'imprimeixen en un dispositiu que es troba connectat a un computador on es digita les transaccions, i junt amb la mateixa, es troba el lector/escriptor de targetes, on s'efectua la càrrega magnètica de la targeta.
La targeta s'ha d'introduir en el lector/escriptor, digitar en el teclat la quantitat carregada, i després de l'escriptura, el dependent retorna la targeta juntament amb el comprovant. Aquesta operació no triga més de 15 segons de mitjana, per la qual cosa l'atenció d'aquestes caixes és bastant ràpida.
Comprovants de Centre bip!
Els comprovants del Centre bip! és diferent del de metro de Santiago, ja que els comprovants són més petits (5,7 x 7,1 cm) i porta informació similar al comprovant de Metro. En la part posterior, el comprovant porta el logotip de l'empresa de l'AFT que administra el Centre bip! (Falabella, Servipag, BancoEstado).
La informació que porta el comprovant és:
- Tipus de càrrega (efectiu, remota)
- Data i hora de l'operació
- Identificació de targeta (números interns i externs)
- Tipus de local i l'identificador del punt de venda
- Saldo inicial, abans de la recarrega
- Quantitat carregada
- Saldo de la targeta
- Tipus d'emissió (còpia del client, original de comptabilitat)

L'operador ha de rebre la targeta i posar-la sobre un lector. Una vegada que digita la suma a carregar, l'operador rep el comprovant de pagament i retorna la targeta i el comprovant. Una diferència entre el metro i el Centre bip! és que en el primer es posseeix un computador per realitzar la càrrega, mentre que en el segon és un petit dispositiu que posseeix un teclat numèric connectat a un lector/escriptor de targetes. A causa de la nul·la connectivitat, s'ha d'imprimir un segon comprovant per realitzar el balanç al final del torn.

### Recarrega postviatge
A partir de l'1 de desembre, es pot sol·licitar en les oficines de CMR Falabella, l'activació d'un conveni on l'usuari pot realitzar fins a 8 viatges diaris sense preocupar-se de la càrrega de la seva targeta. Aquests viatges són cobrats en l'estat de compte de la targeta comercial.

## Consulta de saldo
Les consultes de saldo es poden realitzar en les taquilles de Metro, Punts bip!, Centre d'Atenció Especialitzada (CAU), en els punts de càrregues (tòtem), voltants del caixer automàtic o sucursals bancàries, i mitjançant l'Oficina Virtual. En consultar el saldo disponible en la targeta existeix la possibilitat d'imprimir un comprovant que especifica el saldo que queda i les últimes operacions que s'han realitzat fins a la consulta.
Saldo en l'ús
Quan l'usuari passa la seva targeta bip! pel validador de metro o bus, el dispositiu lliura la suma descomptada per l'operació, juntament amb el saldo disponible fins a aquest minut. Aquesta és la forma de tenir la suma exacta en temps real, per part de l'usuari, ja que en el mitjà de transport s'informa sobre el seu saldo, per la qual cosa es pot informar o comunicar a l'usuari en cas de no tenir més saldo disponible en la targeta.
Consulta en el tòtem
Per consultar el saldo en el tòtem que es troba en totes les estacions de metro, l'usuari ha de seleccionar "Consulta de saldo" (primer botó, des de dalt cap avall, en la dreta), després introduir la seva targeta bip! al lector de targetes i després d'una pausa d'un segon es mostrarà el saldo disponible en la targeta. Es pot imprimir un comprovant que adjunta el saldo i les últimes 3 transaccions que l'usuari ha realitzat, juntament amb l'hora i la suma de cada transacció.
Consulta en els centres bip! i CAU
Per consultar el saldo en un Centre d'Atenció Especialitzada, l'usuari ha d'apropar la targeta als lectors disponibles que mostren el saldo actual de la targeta. Aquest mitjà de consulta no permet la impressió d'un comprovant ni mostra les últimes transaccions que s'ha realitzat, però sí que permet la càrrega de compres remotes i l'activació de rebaixes estudiantils.
Consulta en la sucursal bancària i tendes Falabella
Dins dels sectors de caixers automàtics de BancoEstado, Banc Falabella, Banc de Xile, Edwards a més d'algunes tendes Falabella existeixen màquines que permeten consultar el saldo disponible en la targeta que posseeixin el xip. Aquest dispositiu es troba a l'interior de la sucursal bancària i, en general, a un costat del caixer, en el cas de Fallabella, aquests es troben en general al costat dels terminals d'autoconsulta de CMR o al costat dels caixers automàtics de Banc Falabella. Per consultar el saldo, l'usuari ha d'introduir la seva targeta per la part superior del lector i esperar la màquina lliuri el saldo de la targeta. A diferència dels altres mitjans de consulta, no es permet la impressió d'un comprovant, per la qual cosa només es mostra el saldo disponible, però sí que permet la càrrega de compres remotes i l'activació de rebaixes estudiantils.
Consulta en l'Oficina Virtual
En l'Oficina Virtual que es troba en tarjetabip.cl, l'usuari pot ingressar a l'opció "Moviments" i després digitar el número de Targeta, que es troba en una de les ribes, seleccionar els dies a consultar (30, 60 o 90 dies) i després pressionar sobre "Acceptar". En processar la informació, el sistema porta totes les accions que s'han realitzat amb la targeta com a càrregues, activació de beneficis (passada escolar, tercera edat, etc.) i viatges, la qual cosa s'adjunta amb el respectiu cost. Actualment es desconeix la freqüència d'actualització de les dades (el qual era de 48 hores hàbils).

## Oficina Virtual
L'Oficina Virtual és un servei que es presta pel lloc web de targeta bip!, en el qual es pot lliurar els últims moviments i bloquejar les targetes personalitzades.
Les consultes de moviment es poden realitzar per 30, 60 i 90 dies i pot indicar-se només el número de la targeta.
Per bloquejar la targeta, s'ha d'indicar el RUT i la data de naixement de l'usuari portador, però solament es poden bloquejar targetes personalitzades i passades escolars per un període de 48 hores, temps suficient per ratificar el bloqueig definitiu en el CAU o en la JUNAEB si es tracta d'una passada escolar.

## Especificacions tècniques
Les especificacions tècniques de la targeta bip! són preses, per a efectes d'homologació, de la targeta Multivía, per replicar l'estructura del sistema de targetes ja implementades. A continuació, es donen les característiques tècniques detallades en l'Annex 3 de Transantiago.
Segueix les especificacions de l'ISO 14443 que dicta sobre les targetes Mifare, la qual s'ajusta a l'ISO 7810 ID-1 pel que fa a la grandària i forma de la mateixa targeta, és a dir, les seves mesures són de 85,60 × 53,98 mm, la qual cosa s'aproxima a les proporcions de la secció àuria (1,618:1).

### General
- Targeta sense contacte operada remotament, usant lector dedicat, mitjançant transmissió RF
- Funcionalitat lògica: Mifare Xip
- Distància operativa: 10 cm
- Freqüència d'Operació: 13,56 MHz
- Modulació des del lector a la targeta: Modulació en amplitud
- Modulació des de la targeta al lector: Modulació de càrrega.
- Càrrega portadora modulada des de la targeta per a la transmissió al lector
- Ràdio freqüència d'acord amb ISO 14443/2 Transmissió RF Tipus A, 100% amplitud de modulació
- Operació de diverses targetes amb sistema d'anticolisió ràpida d'acord amb ISO 1443/3.
- Protocol de dades d'acord amb ISO 14443/4 Mifare ?.
- 8-kbit memòria EEPROM (en 16 sectors)
- Velocitat de comunicació: 106 kbaud, 10 ms per a la transacció
- nombre mínim de lectures: il·limitades
- nombre mínim d'escriptures: 100.000
- 16 Bit CRC per Block
- Paritat de 16 Bit per block
- Revisió mèdica de compte de bits
- Codificació de bits per a distinció entri ?0? - ?1? i absència d'informació
- Monitor de canal
- Maneig de lectura i escriptura dinàmica
- Memòria: CMOS d'alta velocitat
- Protocol de comunicació: Half duplex, usant handshake
- Rang d'operació: 23+/-3 °C, 0 a 10 cm amb referència al lector
- Retenció d'informació: 10 anys

### Seguretat
- Autenticació d'acord amb ISO/IEC DIS 9789-2
- Dades xifrades
- Sectors protegits per dues claus diversificades de 48 bits
- número de sèrie únic

## Cures de la targeta
Com la targeta és un mitjà magnètic de lectura i escriptura, existeixen una sèrie de recomanacions realitzades per les empreses o pels mateixos usuaris de Transantiago, que ja han sofert la pèrdua de la targeta per problemes electromagnètics o danys físics.
1. No apropar la targeta a un gran camp magnètic, com un monitor CRT o l'interior d'un microones.
2. Evitar el contacte directe amb monedes o algun metall de les butxaques.
3. Considerar la utilització d'algun protector especial per a la targeta (estoig de plàstic o portador de targetes).
4. Evitar doblegar a l'excés la targeta o sotmetre-la a altes pressions, ja que en fallir-se queda inutilitzable.
5. Evitar el contacte directe amb vestimenta de llana o que produeixi algun tipus de corrent estàtic.